# ВЭС Тюпкильды
 ВЭС Тюпкильды́ (баш. Төпкилде ел электр станцияһы) — ветряная электростанция, расположенная около деревни Тюпкильды Туймазинского района Республики Башкортостан РФ. Состоит из трёх (изначально - четырёх) ветроагрегатов немецкого производства, общей мощностью 1,65 МВт.

## История строительства
Ветропарк «Тюпкильды» был построен ОАО «Башкирэнерго», открыт в 2001 году. Монтажные и пусконаладочные работы завершились 1 марта 2001 года, и началась выдача электрической мощности.

## Эксплуатация
В 2010 году ВЭС выработала 0,30 млн кВт·ч электрической энергии, в 2009 году — 0,10 млн кВт·ч, в 2008 году — 0,40 млн кВт·ч. Коэффициент использования установленной мощности в 2008—2010 гг. не превышал 2,2 %.
За 9 месяцев 2015 года ВЭС «Тюпкильды» выработала 766 тысяч кВт·ч электроэнергии, что составляет 0,005% от общей выработки электростанций Башкирской генерирующей компании за аналогичный период (13 677,37 млн кВт·ч). Средняя стоимость вырабатываемого киловатт-часа составляет 7 рублей 78 копеек. Убытки компании от эксплуатации ВЭС в 2013—2014 годах составили 7—8 миллионов рублей в год, за 9 месяцев 2015 года убыток составил 4,78 млн руб. Тем не менее, ВЭС «Тюпкильды» представляет ценность для энергетиков Башкортостана тем, что на её базе идёт наработка опыта по эксплуатации и обслуживанию объектов возобновляемой энергетики.
В 2017 году 25 февраля случилось возгорание одного из ветрогенераторов. Пожар самоликвидировался. Ветрогенератор выведен из эксплуатации, мощность станции уменьшилась с 2,2 МВт до 1,65 МВт.